# フォリー (色)
フォリー（Folly）とは、薔薇色やエレクトリッククリムゾンに近い色で純色の一種。

## 近似色
- 薔薇色
- エレクトリッククリムゾン